# Igreja Presbiteriana Ortodoxa
A Igreja Presbiteriana Ortodoxa (IPO) - em inglês Orthodox Presbyterian Church e geralmente abreviada como OPC - é uma denominação presbiteriana confessional localizada principalmente nos Estados Unidos. Foi fundada por membros conservadores da Igreja Presbiteriana nos Estados Unidos da América (IPEUA) que se opuseram fortemente à teologia modernista difundida durante os anos 1930 (ver controvérsia fundamentalista-modernista). Ela teve uma influência sobre o evangelicalismo muito além de seu tamanho.

## História

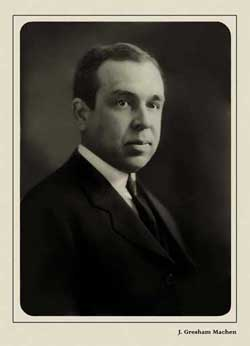
Reverendo J.G.Machen.

A Igreja Presbiteriana Ortodoxa foi fundada em 1936, em grande parte graças aos esforços de John Gresham Machen.
Machen e outros haviam fundado o Seminário Teológico de Westminster , em 1929, em resposta a uma reorganização do Seminário Teológico de Princeton. Em 1933, Machen, preocupado com a teologia liberal tolerada pelos presbiterianos no campo missionário, formou o Conselho Independente para presbiterianas Missões Estrangeiras. A Assembleia Geral Presbiteriana posterior reafirmou que conselheiros independentes eram inconstitucionais e deu ao clero associado um ultimato para romper com as suas ligações. Quando Machen e sete outros clérigos se recusaram, eles foram suspensos do ministério presbiteriano.
Em 11 de junho de 1936 Machen e um grupo de ministros conservadores, presbíteros e leigos reuniram-se em Filadélfia para formar a Igreja Presbiteriana da América (não deve ser confundida com a Igreja Presbiteriana na América, que surgiu décadas mais tarde). Machen foi eleito como o primeiro moderador. A IPEUA entrou com uma ação contra a denominação incipiente por sua escolha de nome e, em 1939, a denominação adotou seu nome atual: Igreja Presbiteriana Ortodoxa.
De acordo com um relatório do comitê de 2004 da igreja os fundadores do Seminário Teológico de Westminster tornaram-se membros da Igreja Presbiteriana Ortodoxa. A mesma comissão procedeu à apreciação de Westminster para ser de fato o seminário da denominação pelas suas três primeiras décadas.
Machen morreu em janeiro de 1937. Mais tarde, naquele ano, uma facção significativa da IPO, liderada por Carl McIntire, separou-se para formar a Igreja Presbiteriana Bíblica , uma denominação que, ao contrário da IPO, realiza a abstinência total de álcool e defende o pré-milenismo

## Doutrina
O sistema da IPO de doutrina é a Fé Reformada, também chamada de calvinismo. As doutrinas calvinistas continuaram a se desenvolver mesmo após a morte de Calvino e uma evolução particular dele foi estabelecida por uma assembleia do século 17 de teólogos britânicos nos Padrões de Westminster (que incluem a Confissão de Fé de Westminster, o Catecismo Maior de Westminster e Breve Catecismo de Westminster). A IPO subscreve os Padrões de Westminster com as revisões americanos de 1788. A OPC fornece o seguinte resumo de sua doutrina:
- A Bíblia, tendo sido inspirado por Deus, é totalmente confiável e sem erros. Portanto, cremos e obedecemos seus ensinamentos. A Bíblia é a única fonte de revelação especial para a igreja hoje.
- Há um único Deus verdadeiro e pessoal, porém além da nossa compreensão. Ele é um espírito invisível, completamente autossuficiente e ilimitado pelo espaço ou pelo tempo, perfeitamente santo e justo, amoroso e misericordioso. Na unidade da Divindade há três pessoas: o Pai, o Filho e o Espírito Santo.
- Deus criou os céus e a terra, e tudo o que eles contêm. Ele sustenta e os governa de acordo com sua vontade eterna. Deus é soberano em completo e tem controle absoluto sobre tudo, porém isso não diminui a responsabilidade humana.
- Por causa do pecado do primeiro homem, Adão, toda a humanidade é corrupta por natureza, morta em pecado, e sujeita à ira de Deus. Mas Deus determinou, por um pacto de graça, que os pecadores podem receber o perdão e vida eterna através da fé em Jesus Cristo. A fé em Cristo sempre foi o único caminho da salvação em ambos os tempos, do Antigo Testamento e do Novo Testamento.
- O Filho de Deus tomou sobre si uma natureza humana no ventre da virgem Maria, para que [Deus] em seu filho Jesus, tivesse as naturezas divina e humana unidas em uma só pessoa. Jesus Cristo viveu uma vida sem pecado e morreu na cruz levando os pecados e recebendo a ira de Deus por todos aqueles que confiam nele para a salvação (seus eleitos). Ele ressuscitou dos mortos e subiu aos céus, onde ele se assenta como Senhor e governa Seu Reino (a Igreja). Ele voltará para julgar os vivos e os mortos trazendo o seu povo (com corpos ressuscitados gloriosos) para a vida eterna e condenando os ímpios para o castigo eterno.
- Aqueles a quem Deus predestinou para a vida são efetivamente atraídos a Cristo por obra interior do Espírito quando eles ouvirem o Evangelho. Quando eles acreditam em Cristo, Deus os declara justos (justifica-os), perdoa os seus pecados e aceita-os como justos não por causa de qualquer justiça própria, mas imputando os méritos de Cristo neles. Eles são adotados como filhos de Deus e são habitados pelo Espírito Santo que os santifica, permitindo-lhes cada vez mais [a capacidade para] parar de pecar e [para] agir com retidão. Eles se arrependem de seus pecados (tanto em sua conversão e depois disso), produzem boas obras como o fruto de sua fé, e perseveram até o fim em comunhão com Cristo, com a certeza da sua salvação.
- Os crentes devem se esforçar para manter a lei moral de Deus, que é resumida nos Dez Mandamentos, não para ganhar a salvação, mas porque amam seu Salvador e querem obedecer-Lhe. Deus é o Senhor da consciência, para que os homens não sejam obrigados a acreditar ou a fazer qualquer coisa contrária à Palavra de Deus ou em adição à Palavra de Deus em matéria de fé ou adoração.
- Cristo estabeleceu sua Igreja, e as igrejas particulares, para reunir e aperfeiçoar o seu povo, por meio do ministério da Palavra, os sacramentos do batismo (que é para ser administrado aos filhos de crentes, bem como aos crentes) e da Ceia do Senhor (em que o corpo e o sangue de Cristo são espiritualmente presentes para a fé dos crentes), e a disciplina dos membros que considerarem delinquentes na doutrina ou na vida. Cristãos se reúnem no Dia do Senhor para adorar a Deus por meio da oração, para ouvir a Palavra de Deus lida e pregada, para cantar salmos e hinos, e para receber os sacramentos.

Pastores e presbitérios da IPO ensinam uma série de doutrinas baseadas na visão histórica das narrativas bíblicas da criação, a partir da interpretação de enquadramento e analógicos da visão de Terra Jovem.

## Demografia
| Ano  | Igrejas | Membros |
| ---- | ------- | ------- |
| 1938 | -       | 4.324   |
| 1940 | 64      | 5.702   |
| 1942 | 67      | 6.245   |
| 1944 | 74      | 7.084   |
| 1946 | 73      | 7.555   |
| 1948 | -       | 7.702   |
| 1950 | 72      | 8.021   |
| 1953 | 71      | 8.357   |
| 1954 | 72      | 8.604   |
| 1955 | 72      | 8.754   |
| 1956 | 80      | 9.200   |
| 1957 | 80      | 9.352   |
| 1958 | -       | 10.395  |
| 1960 | 90      | 10.647  |
| 1961 | 92      | 11.175  |
| 1962 | 95      | 11.994  |
| 1964 | 108     | 12.535  |
| 1965 | 110     | 12.867  |
| 1968 | 130     | 14.142  |
| 1969 | 131     | 14.125  |
| 1978 | -       | 16.171  |
| 1988 | -       | 19.376  |
| 1998 | -       | 24.342  |
| 2001 | -       | 26.310  |
| 2002 | -       | 26.950  |
| 2003 | -       | 27.769  |
| 2004 | -       | 28.144  |
| 2005 | -       | 27.957  |
| 2006 | -       | 28.579  |
| 2007 | -       | 28.743  |
| 2008 | -       | 29.014  |
| 2009 | -       | 29.399  |
| 2010 | -       | 29.638  |
| 2011 | -       | 30.206  |
| 2012 | 269     | 30.631  |
| 2013 | 270     | 30.627  |
| 2014 | 273     | 31.122  |
| 2015 | -       | 31.135  |
| 2016 | 278     | 31.095  |
| 2017 | 283     | 31.283  |
| 2018 | 324     | 30.940  |
| 2019 | 327     | 31.472  |
| 2020 | 328     | 31.809  |
| 2021 | 334     | 32.255  |
| 2022 | 332     | 32.720  |
| 2023 | 341     | 33.520  |
| 2024 | 341     | 33.566  |

Na Assembleia Geral de 2013, a IPO relatou 269 igrejas, 49 obras de missão, e 30.555 membros. Já em 2014, a denominação relatou ter terminado 2013 com 30.758 membros, dos quais 22.493 são comungantes, servidos por 534 ministros.
Em 2022, a Assembleia Geral relatou que a denominação terminou 2021 com 31.809 membros, 570 pastores e 328 igrejas e congregações locais.
No ano de 2023, a denominação já relatou ter terminado 2022 com 32.720 membros e 332 igrejas e congregações locais, mostrando seu crescimento constante deste sua formação.
A IPO tem 17 presbitérios: a Pensilvânia Central, Central dos EUA, Connecticut e Sul de Nova Iorque, os Dakotas, Michigan e Ontário, Mid-Atlantic, Centro-Oeste, Nova Jersey, Nova York e da Nova Inglaterra, norte da Califórnia e Nevada, Sul, Sudeste, Sul da Califórnia e do sudoeste.

### Raça
No início de 1970 a Assembleia Geral encomendou um relatório que declarou que a IPO foi uma denominação "em grande parte branca" e que este foi o resultado de eclesiástica "negligência". O Comitê, que foi o autor do relatório, identificou diversas razões para isso.
Em primeiro lugar o relatório identifica o fato de que a IPO surgiu a partir da Igreja Presbiteriana dos EUA, que "perdeu a lealdade dos negros durante a discriminação eclesiástica contra os negros no período pós-guerra civil." Em segundo lugar, reconheceu que o "ministério para grupos minoritários tem sido quase inexistente." O relatório recomendou mais divulgação para minorias e áreas urbanas. Os fundamentos do relatório [é] que a denominação herdou a reconstrução dinâmica racial da IPEUA, e que não foi atualizado desde 1974. O comitê que escreveu o relatório foi dissolvido após sua apresentação à Assembleia Geral.

### Políticas Americanas
Em 2006-2007, uma comissão de estudo formada pela Assembleia Geral criou um relatório que concluiu que os imigrantes ilegais que têm uma profissão digna de crédito de fé em Cristo devem estar dispostos a arrependerem-se e procurarem remediar suas situações de imigração ilegal. Após considerável debate a Assembleia Geral 68 declarou que as mulheres servirem em posições de combate nas forças armadas é contrário à Palavra de Deus. O editor da revista ministerial da IPO tem afirmado que o sistema político americano originalmente "assumiu as restrições do cristianismo verdadeiro ", o que, argumenta ele," agora estão desaparecendo rapidamente no mundo ocidental ".
Em 1993, a denominação pediu ao então presidente Bill Clinton para continuar a proibir os homossexuais de servir nas forças armadas. De acordo com a petição "a homossexualidade é uma vergonha para qualquer nação. Isso mina a família e representa uma ameaça significativa para a saúde geral, a segurança e o bem-estar dos nossos cidadãos".
A Assembleia Geral 39 adoptou uma declaração sobre o aborto, que incluiu a afirmação de que "o aborto voluntário, exceto, possivelmente, para salvar a vida física da mãe, é uma violação do Sexto Mandamento (Êxodo 20:13)."
Vários dos fundadores mais importantes do Reconstrutivismo Cristão (como Rousas John Rushdoony e Greg Bahnsen ) americano eram ministros presbiterianos ortodoxos. Outros ministros da IPO, tais como David VanDrunen, são adeptos da Doutrina dos Dois Reinos.

## Governança
A Igreja Presbiteriana Ortodoxa tem um sistema de governo presbiteriano e tem vários componentes com funções específicas.
A Sessão - A sessão consiste de seus ministros e presbíteros (anciões) dirigentes de uma congregação individual. Seus deveres incluem: supervisionar o culto público, a adição e remoção de membros, disciplina dos membros e a manutenção de registros dos membros e da administração dos sacramentos. A sessão é também responsável por supervisionar a adoração.
O Presbitério - Todos os membros de congregações locais e seus ministros estão organizados em uma igreja regional e o presbitério serve como o corpo governante da igreja regional. O presbitério é composto por todos os ministros e presbíteros (anciões) dirigentes das congregações das igrejas regionais. Devem comparecer às reuniões do presbitério, se possível, os presbitérios, todos os ministros sobre o rol e pelo menos um ancião representante de cada respectiva sessão.
Nos deveres do presbitério é incluída a supervisão do evangelismo e resolução de questões relativas à disciplina. O presbitério também tem os candidatos para o ministério sob seus cuidados bem como os examina, os licencia e os ordena. Também, se necessário, pode remover um ministro.
Assembleia Geral - A Assembleia Geral, para a IPO, é o supremo concílio e, como tal, sua função é resolver todas as questões doutrinárias e disciplinares que não foram resolvidas pelas sessões e presbitérios (BCO, pg 25.). Nas outras atribuições da Assembleia Geral está incluída a organização de igrejas regionais, chamando ministros e licenciados aos ministérios missionários ou outros e revisar os registros dos presbitérios. Ela também organiza treinamento de estágio para futuros ministros e supervisiona necessidades diaconais. A Assembleia Geral acontece pelo menos uma vez no ano e deve ter, no máximo, 155 comissários de voto, incluindo o moderador, secretário declarante da Assembleia Geral anterior e os ministros e dirigentes anciãos que representam seus respectivos presbitérios.
Ordenação de Mulheres - A OPC não ordena mulheres como pastoras, presbíteras, ou diaconisas. Pelo menos uma congregação tem permitido as mulheres servirem como diaconisas não ordenados, porém esta congregação já não está em funcionamento.

## Missões

### Exterior
A IPO tem obras (ao lado de outras igrejas reformadas) para estabelecer "igrejas nacionais indígenas que estão firmemente e totalmente comprometida com os padrões reformados, que são autossustentáveis, autogovernadas e auto proclamadoras e com quem a IPO podem ter relações fraternas." A Comissão das Missões Estrangeiras envia atualmente missionários para a China, Eritreia, Etiópia, Haiti, Japão, Quênia, Coreia, Québec, Suriname e Uganda .

### Nacional
A Comissão da IPO em Missões Nacionais e Extensão da Igreja serve para ajudar a sustentar e plantar congregações nos Estados Unidos e Canadá. Uma de suas funções é ajudar presbitérios em plantação de congregações, no sustento dos missionários de casa, ajudar a organizar novas congregações, encontrar pastores, ajudar congregações estabelecidas para encontrar pastores e para gerir um fundo de empréstimo que ajuda congregações na necessidade de propriedade e edifícios.

## Relações Ecumênicas
Em 1975, a IPO tornou-se um dos membros fundadores do Conselho Norte Americano Presbiteriano e Reformado  (CNAPR). Através do CNAPR, a IPO goza atualmente de relações fraternas com a Igreja Presbiteriana na América, Igreja Presbiteriana Reformada da América do Norte, Igreja Reformada nos Estados Unidos, Igreja Presbiteriana Reformada Associada (EUA), Igrejas Reformadas Unidas da América do Norte, Igrejas Reformadas Canadenses e Americanas e vários outras Igrejas confessionais Reformadas Continentais e Presbiterianas nos Estados Unidos e no Canadá.
A IPO é também membro da Conferência Internacional das Igrejas Reformadas, que inclui denominações Reformadas e Presbiterianas de todo o mundo.
Tem relações de "sociedade eclesiástica" (ou de "igrejas irmãs") com as seguintes 21 denominações:
- Igreja Presbiteriana do Brasil
- Igreja Presbiteriana na América
- Igreja Presbiteriana Bíblica
- Igreja Presbiteriana Reformada Associada (EUA)
- Igreja Presbiteriana Reformada da América do Norte
- Igrejas Reformadas Unidas da América do Norte
- Igrejas Reformadas Canadenses e Americanas
- Igreja Reformada de Quebec
- Igreja Reformada nos Estados Unidos
- Igreja Evangélica Reformada de Confissão de Westminster
- Igreja Presbiteriana Evangélica na Irlanda
- Igreja Presbiteriana Reformada da Europa Central e Oriental
- Igreja Presbiteriana Reformada da Irlanda
- Igreja Presbiteriana Evangélica na Inglaterra e no País de Gales
- Igreja Livre da Escócia
- Igreja Livre da Escócia (Continuada)
- Igrejas Cristãs Reformadas na Holanda
- Igrejas Reformadas da Nova Zelândia
- Igreja Presbiteriana do Leste da Austrália
- Igreja Presbiteriana na Coreia (Koshin)
- Igreja Reformada Independente da Coreia

Tem "relacionamento correspondente" com as seguintes 12 denominações:
- Igrejas Reformadas Livres da América do Norte
- Congregações de Herança Reformada
- Igreja Presbiteriana Evangélica África
- Igreja Cristã Reformada da Austrália
- Igreja Evangélica Presbiteriana do Peru
- Igrejas Reformadas na Holanda (2009)
- Igreja Presbiteriana no Japão
- Igreja Presbiteriana no Uganda
- Igreja Presbiteriana da Reforma da Colômbia
- Igrejas Reformadas na África do Sul
- Igreja Presbiteriana Reformada do Nordeste da Índia
- Igrejas Reformadas Sudanesas

Tem "contato ecumênico" com as seguintes 15 denominações:
- Igreja Presbiteriana Coreana Americana
- Igreja Presbiteriana Coreana no Exterior
- Igreja Presbiteriana e Reformada (América do Norte)
- Igreja Presbiteriana Reformada Anugraha de Bangalore
- Igrejas Reformadas Calvinistas na Indonésia
- Igreja Reformada Evangélica da Índia
- Igreja Presbiteriana Livre da Índia
- Igreja Livre na África Austral
- Igrejas Reformadas Livres na África do Sul
- Igrejas Reformadas na Indonésia
- Igrejas Reformadas do Brasil
- Igrejas Reformadas da Espanha
- Igreja Presbiteriana Reformada da Índia
- Igreja Presbiteriana Reformada na África (Uganda)
- Igreja Reformada Unida no Congo

Em 2016, a denominação cortou todos os laços com a Igreja Reformada no Japão, depois que a denominação decidiu permitir a ordenação de mulheres.
Em 2024, foram encerradas as relações com as Igrejas Reformadas Neerlandesas - formada em 2023, pela fusão Igrejas Reformadas Libertadas (com quem a IPO historicamente teve relações) e as Igrejas Reformadas Neerlandesas (1967-2023) - em razão da denominação formada na fusão permitir a ordenação de mulheres.